# Anetschkino
Anetschkino (russisch Анечкино, deutsch Wilditten) ist ein Ort in der russischen Oblast Kaliningrad. Er gehört zur kommunalen Selbstverwaltungseinheit Stadtkreis Gurjewsk im Rajon Gurjewsk.

## Geographische Lage
Anetschkino liegt im Osten des Rajon Gurjewsk und südlich von Dobrino (Nautzken) an der Kommunalstraße 27K-070 nach Saretschje (Kaymen). Die nächste Bahnstation ist Dobrino an der Bahnstrecke Kaliningrad–Sowetsk (Königsberg–Tilsit).

## Geschichte
Das bis 1946 Wilditten genannte Dorf wurde gegen Ende des 14. Jahrhunderts gegründet. 
1874 kam es in den damals neu errichteten Amtsbezirk Kaymen (1938–1946 Kaimen, heute russisch: Saretschje) und gehörte bis 1945 zum Landkreis Labiau im Regierungsbezirk Königsberg der preußischen Provinz Ostpreußen.
Im Jahre 1910 zählte Wilditten 69 Einwohner. Am 30. September 1928 gab die Landgemeinde ihre Selbständigkeit auf und fusionierte mit der Landgemeinde Bothenen (heute russisch: Trostniki) sowie Teilen des Gutsbezirks Lautkeim (russisch ebenfalls: Trostniki) zur neuen Landgemeinde Bothenen.
Im Jahre 1945 kam Wilditten aufgrund seiner Lage innerhalb des nördlichen Ostpreußens zur Sowjetunion. Im Jahr 1950 erhielt der Ort die russische Bezeichnung Anitschkino und wurde gleichzeitig dem Dorfsowjet Dobrinski selski Sowet im Rajon Gurjewsk zugeordnet. Spätestens seit 1975 wurde der Ort Anetschkino genannt. Von 2008 bis 2013 gehörte Anetschkino zur Landgemeinde Dobrinskoje selskoje posselenije und seither zum Stadtkreis Gurjewsk.

## Kirche
Mehrheitlich war die Bevölkerung Wildittens bis 1945 evangelischer Konfession und gehörte zum Kirchspiel Kaymen (1938–1946 Kaimen, russisch: Saretschje). Es lag im Kirchenkreis Labiau (russisch: Polessk) innerhalb der Kirchenprovinz Ostpreußen der Kirche der Altpreußischen Union. Heute liegt Anetschkino im Einzugsbereich zweier in den 1990er Jahren neu entstandenen evangelisch-lutherischen Gemeinden: Marschalskoje (Gallgarben) bzw. Polessk (Labiau), beides Filialgemeinden der Auferstehungskirche in Kaliningrad (Königsberg), der Hauptkirche der Propstei Kaliningrad der Evangelisch-lutherischen Kirche Europäisches Russland.